# هو جونغ جيل
هو جونغ جيل (مواليد 15 أغسطس 1972) هو ملاكم كوري شمالي، مثّل بلاده في الألعاب الأولمبية الصيفية 1996.

## روابط خارجية
هو جونغ جيل على موقع اللجنة الأولمبية الدولية (الإنجليزية)
- هو جونغ جيل على موقع أوليمبيديا (الإنجليزية)